# Setge de Marmanda
El setge de Marmanda és una operació militar d'Amaurí IV de Montfort durant la croada albigesa en 1219, que va finalitzar amb l'arribada de l'hereu al tron de França, el futur Lluís VIII de França, i que va acabar amb la massacre de la població de la ciutat.

## Motiu del setge
Després del fracàs del setge de Tolosa i de la mort del seu pare, Amaurí IV de Montfort es troba en una situació desesperada. La moral de les seves tropes està en el seu punt més baix, els senyors del Llenguadoc es comencen a rebel·lar i el comte Ramon VII de Tolosa inicia una campanya de reconquesta contra els croats.

## El setge
A la tardor de 1218, Amaurí de Monfort inicia setge a Marmanda, però aviat s'adona que ell sol no pot prendre la ciutat.
Al voltant de Nadal de 1218, Alícia de Montmorency (la mare d'Amaurí i vídua de Simó IV de Montfort) i Bouchard de Marly arriben amb un petit contingent de croats. Aquest reforç li permet fer una batuda per les Corberes, i a principis del 1219 Amaurí decideix tornar a intentar a conquerir la ciutat. Ramon VII no va considerar oportú intervenir personalment, ja que confiava en les capacitats dels defensors i en els seus dos caps, Centul d'Asterac i Arnau de Blancafort. Ramon va preferir continuar la lluita contra els croats ubicats a Carcassona.
A la primavera, el rei Felip II de França va enviar el seu fill Lluís al capdavant d'una gran tropa de vint bisbes, trenta comtes, sis-cents cavallers i deu mil arquers, i arriben a Marmanda al 2 de juny de 1219.
Al primer assalt cauen les defenses exteriors de la ciutat. Per Centul d'Asterac, el futur és molt més incert amb la vinguda del fill del rei i decideix dur a terme les negociacions i acceptar la rendició de la ciutat al 10 de juny, a canvi que se li perdoni la seva vida i la dels seus soldats. El legat papal va reclamar la mort de Centul per heretge i fals testimoni, però els barons van protestar argumentant que anava en contra del seu honor el violar la paraula que li havien donat. Durant la discussió entre els barons i el llegat, Centul d'Asterac i quatre cavallers van ser fets presoners de guerra i els soldats del rei van entrar a la ciutat, la van saquejar, van massacrar a tota la seva població (cinc mil persones) i la van incendiar. 

## Conseqüències
Amaurí de Montfort es veu incapaç de prendre ell mateix la ciutat davant de la intervenció reial. L'anunci de la conquesta i massacre de Marmanda, va fer que els occitans desconfiessin de la paraula del príncep Lluís.
Poc després, la ciutat de Tolosa es va negar a obrir les portes al príncep i va posar setge a la ciutat, però no va poder prendre-la. A principis d'agost, el príncep Lluís va abandonar el sud de França i Amaurí de Montfort va patir altres revessos abans d'haver de rendir-se i deixar tot en 1224. 